# تیرناووس
تیرناووس (به لاتین: Tyrnavos) یک منطقهٔ مسکونی در یونان است که در Tyrnavos Municipality واقع شده‌است.

## خواهرخوانده
شهر اومبرتیده خواهرخواندهٔ تیرناووس هست.